# Krbune
Krbune is een plaats in de gemeente Pićan in de Kroatische provincie Istrië. De plaats telt 52 inwoners (2001).